# Marino Zanotti
Marino Zanotti (* 29. April 1952 in Faetano) ist ein san-marinesischer Politiker. Er war zweimal vom 1. Oktober 1992 bis 1. April 1993 und erneut vom 1. Oktober 1997 bis 1. April 1998 Capitano Reggente (Staatsoberhaupt).

## Politik
Zanotti war Mitglied des Partito Socialista Sammarinese (PSS), für den er von 1993 von 2001 im Consiglio Grande e Generale, dem Parlament von San Marino, saß. Bei der Parlamentswahl 2001 kandidierte er erneut auf der Liste des PSS, verfehlte jedoch den Einzug ins Parlament. Bei der folgenden Parlamentswahl 2006 kandidierte er für den Partito dei Socialisti e dei Democratici, der 2005 aus der Vereinigung von PSS und Partito dei Democratici entstand, konnte jedoch kein Mandat erringen. 2007 wurde Zanotti in den Parteivorstand (Consiglio direttivo) des PSD gewählt, im Juni 2009 trat er zurück.
Zanotti wurde zwei Mal zum Capitano Reggente (Staatsoberhaupt) gewählt: vom 1. Oktober 1992 bis 1. April 1993 gemeinsam mit Romeo Morri und vom 1. Oktober 1992 bis 1. April 1993 gemeinsam mit Luigi Mazza.
Seit Februar 2011 ist er san-marinesischer Botschafter in Belarus (mit Sitz in San Marino).

## Ehrungen
Zanotti wurde am 3. März 1998 vom italienischen Staatspräsidenten mit dem Großkreuz mit Großer Ordenskette des Verdienstordens der Italienischen Republik ausgezeichnet.